# ذرتي (شميل)
ذرتي (بالفارسية: ذرتی) هي قرية تقع في إيران في قسم شمیل الريفي. يقدر عدد سكانها بـ 108 نسمة بحسب إحصاء 2016.